# Sandalops melancholicus
Sandalops melancholicus is een soort in de taxonomische indeling van de inktvissen, een klasse dieren die tot de stam der weekdieren (Mollusca) behoort. De inktvis komt uit het geslacht Sandalops en behoort tot de familie Cranchiidae. Sandalops melancholicus werd in 1906 beschreven door Chun.

## Leefwijze
De inktvis komt enkel in zout water voor en is in staat om van kleur te veranderen. Hij heeft korte tentakels en ogen op steeltjes. Deze staan naar beneden gericht en komen zo droevig over. Zijn naam melancholicus heeft hij hieraan te danken. Hij kan niet zwemmen en laat zich in plaats daarvaan voortstuwen door de zeestromingen.